# Tansey Gill
Der Tansey Gill ist ein Fluss im Lake District, Cumbria, England. Der Tansey Gill entsteht als Abfluss des Tarn at Leaves an dessen südlichem Ende und fließt in südöstlicher Richtung bis zu seiner Mündung in den Langstrath Beck.